# Stenellipsis spinipennis
Stenellipsis spinipennis là một loài bọ cánh cứng trong họ Cerambycidae.